# Campionat del Japó de trial
El Campionat del Japó de trial, regulat per la federació japonesa de motociclisme, MFJ (Motorcycle Federation of Japan), és la màxima competició de trial que es disputa al Japó.

## Llista de guanyadors

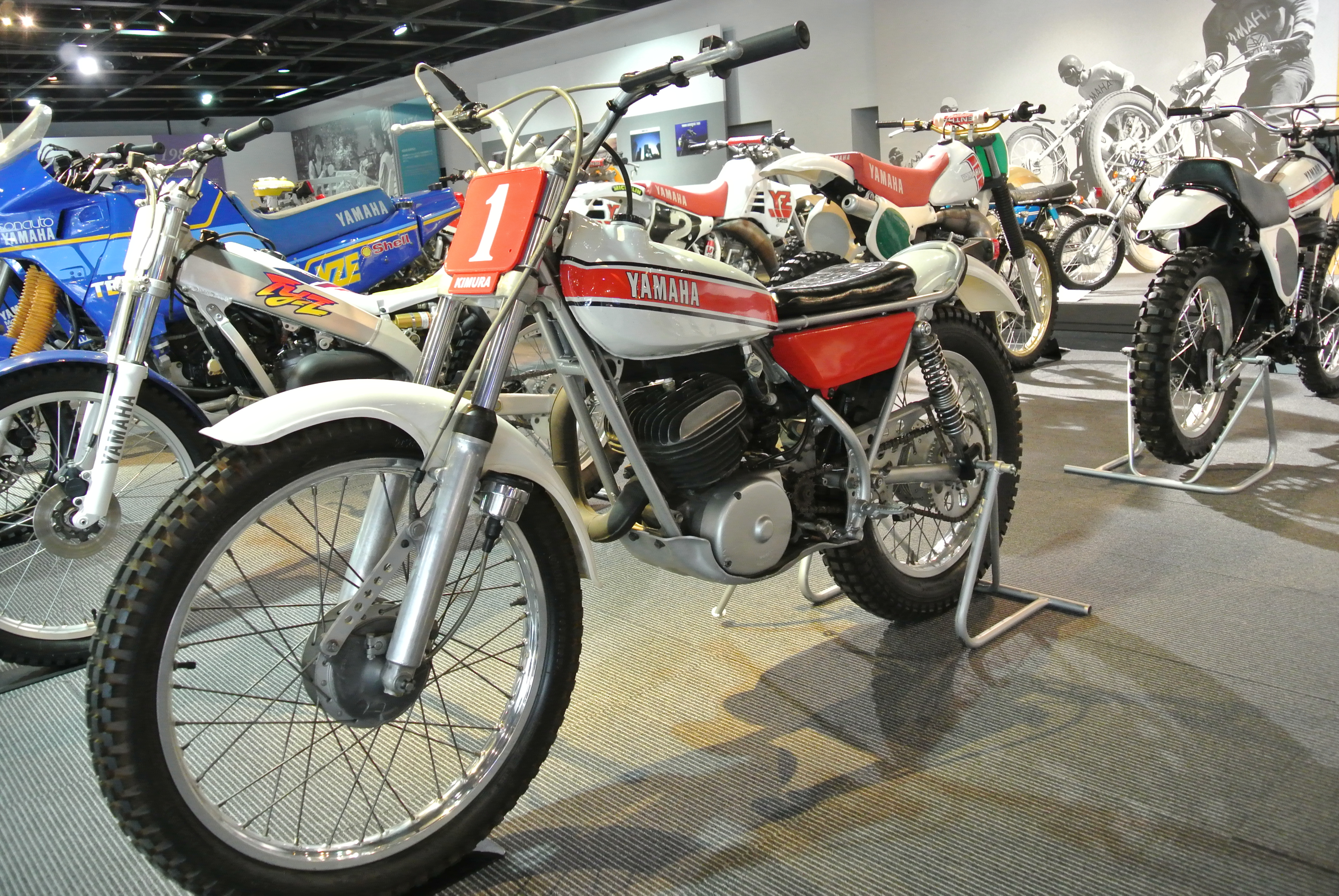
La Yamaha TY amb què Haruo Kimura guanyà el primer campionat del Japó el 1973

A 10 de desembre de 2024
| Temporada | Campió             | Motocicleta |
| --------- | ------------------ | ----------- |
| 1973      | Haruo Kimura       | Yamaha      |
| 1974      | Hiroshi Kondoh     | Yamaha      |
| 1975      | Fumihiro Katoh     | Kawasaki    |
| 1976      | Ichiro Kuroyama    | Suzuki      |
| 1977      | Hiroshi Kondoh     | Honda       |
| 1978      | Hiroshi Kondoh     | Honda       |
| 1979      | Hiroshi Kondoh     | Honda       |
| 1980      | Taneyasu Maruyama  | Honda       |
| 1981      | Ichiro Kuroyama    | Suzuki      |
| 1982      | Masaya Yamamoto    | Honda       |
| 1983      | Masaya Yamamoto    | Honda       |
| 1984      | Masaya Yamamoto    | Honda       |
| 1985      | Masaya Yamamoto    | Honda       |
| 1986      | Masaya Yamamoto    | Honda       |
| 1987      | Atsushi Itoh       | Yamaha      |
| 1988      | Atsushi Itoh       | Yamaha      |
| 1989      | Takumi Narita      | Honda       |
| 1990      | Atsushi Itoh       | Yamaha      |
| 1991      | Yoshihiro Nakagawa | Yamaha      |
| 1992      | Pascal Couturier   | Aprilia     |
| 1993      | Pascal Couturier   | Yamaha      |
| 1994      | Takumi Narita      | Beta        |
| 1995      | Takahisa Fujinami  | Beta        |
| 1996      | Kenichi Kuroyama   | Beta        |
| 1997      | Kenichi Kuroyama   | Beta        |
| 1998      | Takahisa Fujinami  | Honda       |
| 1999      | Takahisa Fujinami  | Honda       |
| 2000      | Takahisa Fujinami  | Honda       |
| 2001      | Takahisa Fujinami  | Honda       |
| 2002      | Kenichi Kuroyama   | Beta        |
| 2003      | Kenichi Kuroyama   | Beta        |
| 2004      | Kenichi Kuroyama   | Beta        |
| 2005      | Kenichi Kuroyama   | Yamaha      |
| 2006      | Kenichi Kuroyama   | Scorpa      |
| 2007      | Tomoyuki Ogawa     | Honda       |
| 2008      | Kenichi Kuroyama   | Yamaha      |
| 2009      | Kenichi Kuroyama   | Yamaha      |
| 2010      | Tomoyuki Ogawa     | Honda       |
| 2011      | Kenichi Kuroyama   | Yamaha      |
| 2012      | Kenichi Kuroyama   | Yamaha      |
| 2013      | Tomoyuki Ogawa     | Honda       |
| 2014      | Tomoyuki Ogawa     | Honda       |
| 2015      | Tomoyuki Ogawa     | Honda       |
| 2016      | Tomoyuki Ogawa     | Honda       |
| 2017      | Tomoyuki Ogawa     | Honda       |
| 2018      | Tomoyuki Ogawa     | Honda       |
| 2019      | Tomoyuki Ogawa     | Honda       |
| 2020      | Tomoyuki Ogawa     | Honda       |
| 2021      | Tomoyuki Ogawa     | Honda       |
| 2022      | Tomoyuki Ogawa     | Honda       |
| 2023      | Tomoyuki Ogawa     | Honda       |
| 2024      | Tomoyuki Ogawa     | Honda       |

1. ↑  El 1993, Pascal Couturier guanyà també el Campionat del Japó de Trial indoor, pilotant una Aprilia.

## Estadístiques

### Campions amb més de 3 títols
A 10 de desembre de 2024
| Pilot             | Títols |
| ----------------- | ------ |
| Tomoyuki Ogawa    | 14     |
| Kenichi Kuroyama  | 11     |
| Takahisa Fujinami | 5      |
| Masaya Yamamoto   | 5      |
| Hiroshi Kondoh    | 4      |